# Nathan Broadhead
Nathan Broadhead (Bangor, 5 aprile 1998) è un calciatore gallese, attaccante del Wrexham.

## Carriera

### Club
Cresciuto nelle giovanili dell'Everton, il 7 dicembre 2017 ha esordito in prima squadra in occasione del successo per 0-3 in Europa League contro l'Apollōn Limassol.
Il 2 agosto 2019 viene ceduto in prestito al Burton Albion. Otto giorni dopo realizza la sua prima rete tra i professionisti nel successo per 1-2 contro il Gillingham.
A fine prestito fa ritorno all'Everton, ricevendo la prima convocazione in prima squadra per una gara di Premier League il 1º marzo 2021 nel successo per 1-0 contro il Southampton. Il 12 aprile seguente fa il suo esordio nel massimo campionato inglese con il club in occasione del pareggio per 0-0 contro il Brighton.
Il 17 agosto 2021 viene ceduto in prestito al Sunderland. Il 21 dicembre 2021, ai quarti di finale di Carabao Cup, segna il gol dell'1-2 contro Arsenal, partita che finirà poi 1-5.
Il 9 agosto 2022 passa in prestito al Wigan. Il 6 gennaio 2023 viene richiamato dai Toffes, che il 9 gennaio lo cedono all'Ipswich Town.
Il 14 agosto 2025 si trasferisce al Wrexham.

### Nazionale
Ha giocato nelle nazionali giovanili gallesi Under-17, Under-19 ed Under-20.
Con la Nazionale Under-21 di calcio del Galles ha preso parte a 4 incontri di qualificazione al Campionato europeo di calcio Under-21 2019.
Il 14 marzo 2023 viene convocato per la prima volta in nazionale maggiore, con cui debutta 11 giorni dopo contro la Croazia segnando il gol del definitivo 1-1.

## Statistiche

### Cronologia presenze e reti in nazionale

#### Nazionale maggiore
| Cronologia completa delle presenze e delle reti in nazionale ― Galles | Cronologia completa delle presenze e delle reti in nazionale ― Galles | Cronologia completa delle presenze e delle reti in nazionale ― Galles | Cronologia completa delle presenze e delle reti in nazionale ― Galles | Cronologia completa delle presenze e delle reti in nazionale ― Galles | Cronologia completa delle presenze e delle reti in nazionale ― Galles | Cronologia completa delle presenze e delle reti in nazionale ― Galles | Cronologia completa delle presenze e delle reti in nazionale ― Galles |
| Data                                                                  | Città                                                                 | In casa                                                               | Risultato                                                             | Ospiti                                                                | Competizione                                                          | Reti                                                                  | Note                                                                  |
| --------------------------------------------------------------------- | --------------------------------------------------------------------- | --------------------------------------------------------------------- | --------------------------------------------------------------------- | --------------------------------------------------------------------- | --------------------------------------------------------------------- | --------------------------------------------------------------------- | --------------------------------------------------------------------- |
| 25-3-2023                                                             | Spalato                                                               | Croazia                                                               | 1 – 1                                                                 | Galles                                                                | Qual. Euro 2024                                                       | 1                                                                     | 64’                                                                   |
| 28-3-2023                                                             | Cardiff                                                               | Galles                                                                | 1 – 0                                                                 | Lettonia                                                              | Qual. Euro 2024                                                       | -                                                                     | 73’                                                                   |
| 16-6-2023                                                             | Cardiff                                                               | Galles                                                                | 2 – 4                                                                 | Armenia                                                               | Qual. Euro 2024                                                       | -                                                                     | 82’                                                                   |
| 19-6-2023                                                             | Samsun                                                                | Turchia                                                               | 2 – 0                                                                 | Galles                                                                | Qual. Euro 2024                                                       | -                                                                     | 84’                                                                   |
| 7-9-2023                                                              | Cardiff                                                               | Galles                                                                | 0 – 0                                                                 | Corea del Sud                                                         | Amichevole                                                            | -                                                                     | 73’                                                                   |
| 11-10-2023                                                            | Wrexham                                                               | Galles                                                                | 4 – 0                                                                 | Gibilterra                                                            | Amichevole                                                            | 1                                                                     |                                                                       |
| 15-10-2023                                                            | Cardiff                                                               | Galles                                                                | 2 – 1                                                                 | Croazia                                                               | Qual. Euro 2024                                                       | -                                                                     | 81’                                                                   |
| 18-11-2023                                                            | Erevan                                                                | Armenia                                                               | 1 – 1                                                                 | Galles                                                                | Qual. Euro 2024                                                       | -                                                                     | 78’                                                                   |
| 21-11-2023                                                            | Cardiff                                                               | Galles                                                                | 1 – 1                                                                 | Turchia                                                               | Qual. Euro 2024                                                       | -                                                                     | 61’                                                                   |
| 21-3-2024                                                             | Cardiff                                                               | Galles                                                                | 4 – 1                                                                 | Finlandia                                                             | Qual. Euro 2024                                                       | -                                                                     | 90’                                                                   |
| 26-3-2024                                                             | Cardiff                                                               | Galles                                                                | 0 – 0 dts (4 – 5 dtr)                                                 | Polonia                                                               | Qual. Euro 2024                                                       | -                                                                     | 112’                                                                  |
| 9-6-2024                                                              | Trnava                                                                | Slovacchia                                                            | 4 – 0                                                                 | Galles                                                                | Amichevole                                                            | -                                                                     | 60’                                                                   |
| 14-10-2024                                                            | Cardiff                                                               | Galles                                                                | 1 – 0                                                                 | Montenegro                                                            | UEFA Nations League 2024-2025 - 1º turno                              | -                                                                     | 69’                                                                   |
| 25-3-2025                                                             | Skopje                                                                | Macedonia del Nord                                                    | 1 – 1                                                                 | Galles                                                                | Qual. Mondiali 2026                                                   | -                                                                     | 75’                                                                   |
| Totale                                                                |                                                                       | Presenze                                                              | 14                                                                    |                                                                       | Reti                                                                  | 2                                                                     |                                                                       |

#### Nazionale Under-21
| Cronologia completa delle presenze e delle reti in nazionale ― Galles under 21 | Cronologia completa delle presenze e delle reti in nazionale ― Galles under 21 | Cronologia completa delle presenze e delle reti in nazionale ― Galles under 21 | Cronologia completa delle presenze e delle reti in nazionale ― Galles under 21 | Cronologia completa delle presenze e delle reti in nazionale ― Galles under 21 | Cronologia completa delle presenze e delle reti in nazionale ― Galles under 21 | Cronologia completa delle presenze e delle reti in nazionale ― Galles under 21 | Cronologia completa delle presenze e delle reti in nazionale ― Galles under 21 |
| Data                                                                           | Città                                                                          | In casa                                                                        | Risultato                                                                      | Ospiti                                                                         | Competizione                                                                   | Reti                                                                           | Note                                                                           |
| ------------------------------------------------------------------------------ | ------------------------------------------------------------------------------ | ------------------------------------------------------------------------------ | ------------------------------------------------------------------------------ | ------------------------------------------------------------------------------ | ------------------------------------------------------------------------------ | ------------------------------------------------------------------------------ | ------------------------------------------------------------------------------ |
| 1-9-2017                                                                       | Bienne                                                                         | Svizzera under 21                                                              | 0 – 3                                                                          | Galles under 21                                                                | Qual. Europeo Under-21 2019                                                    | -                                                                              | 65’                                                                            |
| 5-9-2017                                                                       | Chaves                                                                         | Portogallo under 21                                                            | 2 – 0                                                                          | Galles under 21                                                                | Qual. Europeo Under-21 2019                                                    | -                                                                              | 67’                                                                            |
| 5-10-2017                                                                      | Eschen                                                                         | Liechtenstein under 21                                                         | 1 – 3                                                                          | Galles under 21                                                                | Qual. Europeo Under-21 2019                                                    | -                                                                              | 74’                                                                            |
| 10-11-2017                                                                     | Bangor                                                                         | Galles under 21                                                                | 0 – 4                                                                          | Bosnia ed Erzegovina under 21                                                  | Qual. Europeo Under-21 2019                                                    | -                                                                              | 72’                                                                            |
| 3-6-2018                                                                       | Tbilisi                                                                        | Georgia under 21                                                               | 2 – 2                                                                          | Galles under 21                                                                | Amichevole                                                                     | -                                                                              | Ingresso                                                                       |
| 6-6-2018                                                                       | Tbilisi                                                                        | Georgia under 21                                                               | 1 – 1                                                                          | Galles under 21                                                                | Amichevole                                                                     | -                                                                              |                                                                                |
| 7-9-2018                                                                       | Bangor                                                                         | Galles under 21                                                                | 2 – 1                                                                          | Liechtenstein under 21                                                         | Qual. Europeo Under-21 2019                                                    | -                                                                              | 53’                                                                            |
| 11-9-2018                                                                      | Bangor                                                                         | Galles under 21                                                                | 0 – 2                                                                          | Portogallo under 21                                                            | Qual. Europeo Under-21 2019                                                    | -                                                                              | 56’                                                                            |
| 12-10-2018                                                                     | Bucarest                                                                       | Romania under 21                                                               | 2 – 0                                                                          | Galles under 21                                                                | Qual. Europeo Under-21 2019                                                    | -                                                                              |                                                                                |
| 16-10-2018                                                                     | Newport                                                                        | Galles under 21                                                                | 3 – 1                                                                          | Svizzera under 21                                                              | Qual. Europeo Under-21 2019                                                    | -                                                                              | 61’                                                                            |
| 9-6-2019                                                                       | Tirana                                                                         | Albania under 21                                                               | 2 – 1                                                                          | Galles under 21                                                                | Amichevole                                                                     | -                                                                              | 60’                                                                            |
| 11-6-2019                                                                      | Durazzo                                                                        | Albania under 21                                                               | 3 – 1                                                                          | Galles under 21                                                                | Amichevole                                                                     | -                                                                              | 60’                                                                            |
| 11-10-2019                                                                     | Orhei                                                                          | Moldavia under 21                                                              | 2 – 1                                                                          | Galles under 21                                                                | Qual. Europeo Under-21 2021                                                    | 1                                                                              |                                                                                |
| 19-11-2019                                                                     | Cardiff                                                                        | Galles under 21                                                                | 1 – 0                                                                          | Bosnia ed Erzegovina under 21                                                  | Qual. Europeo Under-21 2021                                                    | -                                                                              |                                                                                |
| 4-9-2020                                                                       | Zenica                                                                         | Bosnia ed Erzegovina under 21                                                  | 2 – 1                                                                          | Galles under 21                                                                | Qual. Europeo Under-21 2021                                                    | -                                                                              | 84’                                                                            |
| 13-11-2020                                                                     | Cardiff                                                                        | Galles under 21                                                                | 3 – 0                                                                          | Moldavia under 21                                                              | Qual. Europeo Under-21 2021                                                    | 1                                                                              | 90’                                                                            |
| 17-11-2020                                                                     | Braunschweig                                                                   | Germania under 21                                                              | 2 – 1                                                                          | Galles under 21                                                                | Qual. Europeo Under-21 2021                                                    | -                                                                              | 16’                                                                            |
| Totale                                                                         |                                                                                | Presenze                                                                       | 17                                                                             |                                                                                | Reti                                                                           | 2                                                                              |                                                                                |